# Leptodontium atro-rubens
Leptodontium atro-rubens là một loài rêu trong họ Pottiaceae. Loài này được (Besch.) Müll. Hal. mô tả khoa học đầu tiên năm 1900.